# مارك ماكنزي
مارك ماكنزي (بالإنجليزية: Mark McKenzie) (25 فبراير 1999 في الولايات المتحدة - ) هو لاعب كرة قدم أمريكي في مركز الدفاع. لعب مع فيلادلفيا يونيون.

## وصلات خارجية
- مارك ماكنزي على موقع الاتحاد الأوربي (الإنجليزية)
- مارك ماكنزي على موقع الدوري الأمريكي (الإنجليزية)
- مارك ماكنزي على موقع إي إس بي إن إف سي (الإنجليزية)
- مارك ماكنزي على موقع قاعدة بيانات كرة القدم.إي يو (الإنجليزية)
- مارك ماكنزي على موقع ليكيب (الفرنسية)
- مارك ماكنزي على موقع ناشيونال فوتبول تيمز (الإنجليزية)
- مارك ماكنزي على موقع Soccerbase.com (لاعب) (الإنجليزية)
- مارك ماكنزي على موقع Soccerway.com (الإنجليزية)
- مارك ماكنزي على موقع عالم كرة القدم.نت (الإنجليزية)
- مارك ماكنزي على موقع AS.com (الإسبانية)